# Подшивалов, Тимофей Михайлович
Тимофей Михайлович Подшивалов (род. 20 декабря 1991, Пермь, Пермская область, РСФСР, СССР) — российский серийный убийца, орудовавший в Перми в 2011 году. Считается одним из самых страшных маньяков в истории Перми, хотя точные его мотивы так и остались неизвестными.

## Биография

### Детство и юность
Тимофей Подшивалов родился 20 декабря 1991 года в Перми. Рос в неполной семье вместе с матерью и старшей сестрой. В подростковые годы Подшивалов начал проявлять признаки антисоциальности. В школе он отличался хронической неуспеваемостью и прогуливал учебные занятия, вследствие чего трижды оставался на второй год в шестом классе, после чего был исключëн.
В 2006 году Подшивалов совершил разбойное нападение, однако в связи с возрастом ему удалось избежать уголовного преследования (в других источниках утверждается, что он был приговорён к 1,5 годам лишения свободы условно). После исключения из школы Подшивалов стал увлекаться алкогольными напитками и приобрëл алкогольную зависимость. Тогда же он был замечен за ношением холодного оружия. Подшивалов состоял на учëте в правоохранительных органах. На поведение Подшивалова в быту регулярно поступали жалобы от его соседей.
В 2010 году Подшивалов второй раз столкнулся с системой уголовного правосудия, на этот раз по ч. 1 статьи 111 УК РФ за причинение тяжкого вреда здоровью. 28 октября 2010 года Кировский районный суд Перми вновь осудил Подшивалова условно к трëм годам.

### Убийства
Поздним вечером 14 июля 2011 года Подшивалов явился к участковому на отметку, после чего употребил спиртное и спустя несколько часов отправился на поиски первой жертвы, взяв с собой топор. В лесном массиве на берегу реки Камы неподалёку от своего дома в микрорайоне «Водники» Подшивалов без видимого повода напал на двух бомжей. В ходе нападения он сильно избил их, нанеся переломы ребёр и проломив черепа, а затем нанёс в общей сложности одному 11 ударов топором по голове и телу, а второму — 12. От полученных ранений жертвы скончались на месте происшествия. С целью сокрытия улик Подшивалов попытался сжечь тела убитых, но ему это не удалось и он бросил трупы на месте преступления.
Следующее убийство Подшивалов совершил через месяц. Ночью 18 августа, находясь в состоянии алкогольного опьянения, на улице возле леса Подшивалов с особой жестокостью убил мужчину без определённого места жительства. В ходе нападения он нанёс ему 15 ударов ножом, а также подверг избиению, пустив в ход палку и кирпич.
28 августа на автобусной остановке «Водники» пьяный Подшивалов с целью завладения имуществом убил 39-летнего сотрудника строительной фирмы. Заметив у него в руках новый мобильный телефон, Подшивалов нанёс мужчине пять ударов кирпичом по голове и 12 ножевых ранений, после чего снял с убитого спортивный костюм и похитил телефон, деньги и документы.

### Арест, следствие и суд
На следующий день после четвёртого убийства, 29 августа 2011 года, Тимофей Подшивалов был арестован по горячим следам. Вскоре он признался в совершении всех убийств. Во время обыска в квартире Подшивалова были найдены вещи его последней жертвы. Судебно-психиатрическая экспертиза признала Тимофея Подшивалова полностью вменяемым и отдающим отчёт в своих действиях, несмотря на то, что у него была выявлена психопатия на фоне алкоголизма и шизоидное расстройство личности. Изначально 2 августа 2012 года был оправдан судом присяжных по обвинению в убийствах, получив 4-летний срок за кражу имущества последней жертвы — Александра Шакирова.
Прокуратура обжаловала это решение в Верховном суде. Дело отправили на новое рассмотрение. На сей раз коллегия присяжных признала его виновным и посчитала, что преступник не заслуживает снисхождения, отмечая то, что он представляет исключительную опасность для общества и его перевоспитание возможно только в случае социальной изоляции. 6 декабря 2012 года Пермский краевой суд приговорил маньяка к пожизненному лишению свободы. Верховный Суд России оставил приговор без изменения. 

### В заключении
Для отбытия наказания Подшивалов был этапирован в ИК-5 «Вологодский пятак» на острове Огненный в Белозерском районе Вологодской области. На момент прибытия туда стал самым молодым заключëнным. В 2022 году сестра Подшивалова Оксана подавала в Кировский районный суд Перми иск о снятии Подшивалова с регистрационного учёта по месту жительства в связи с тем, что он отбывает пожизненное наказание и не платит за коммунальные услуги, но ей было отказано.